# Lady Madonna
"Lady Madonna" é uma canção dos Beatles escrita por Paul McCartney e creditada a dupla Lennon/McCartney. Ficou pronta em março de 1968 como single, junto com a outra canção "The Inner Light". A canção foi gravada nos estúdios Abbey Road em sessões nos dias 3 de fevereiro e 6 de fevereiro de 1968, antes dos Beatles partirem para a Índia. Esta canção foi a última produzida com o selo Parlophone no Reino Unido, onde ela chegou ao primeiro lugar, e Capitol Records nos EUA, onde ela chegou ao quarto lugar. Todas as gravações posteriores, começando com Hey Jude em agosto de 1968, foram produzidas com o selo Apple Records e distribuídos pela EMI, até 1970, quando a Parlophone e a Capitol re-lançaram gravações antigas.
A música conta a história de uma mulher pobre que tem que cuidar de muitos filhos.

## Inspiração
Na descrição do musicólogo Walter Everett, "Lady Madonna" é uma música "estridente do rock and roll". Como tal, anunciou o retorno dos Beatles a uma forma mais padrão de composição após suas recentes produções psicodélicas, uma abordagem de volta ao básico que muitos outros artistas buscaram ao longo de 1968.  De acordo com um dos vizinhos de Paul McCartney em sua fazenda na Escócia, McCartney visualizou a música em um piano durante uma visita que ele e Jane Asher fizeram de Londres no início de dezembro de 1967.  O autor Jonathan Gould vê o momento como propício, uma vez que a música britânica publicou no início  1968 "[começou] a divulgar a ideia de um 'renascimento do rock'n'roll como um corretivo aos excessos da psicodelia".  
Fats Domino

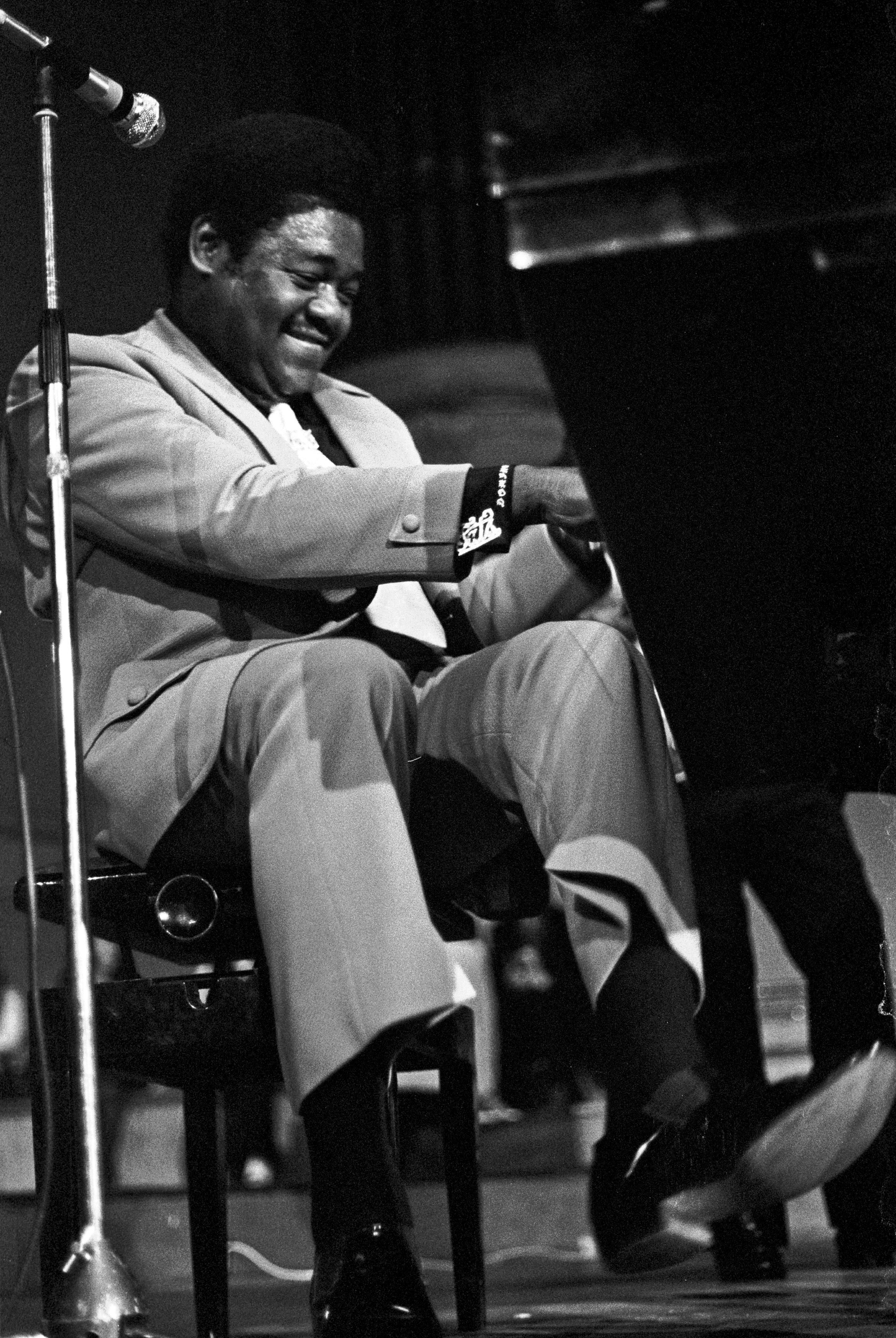

McCartney baseou sua parte de piano para a música na versão comercial de jazz de Humphrey Lyttelton, "Bad Penny Blues",  que foi lançada na gravadora Parlophone em 1956, logo após George Martin, produtor dos Beatles, assumir o comando do rótulo.  McCartney lembrou: "'Lady Madonna' era eu sentado ao piano tentando escrever uma coisa de bluesy boogie-woogie... Isso me lembrou o Fats Domino por algum motivo, então comecei a cantar uma impressão do Fats Domino.  levei minha outra voz para um lugar muito estranho. "O hit de Domino, de 1956," Blue Monday "transmite a situação de um trabalhador em cada dia da semana, enquanto "Lady Madonna" faz o mesmo da perspectiva feminina.  
  John Lennon ajudou a escrever a letra, que conta uma mãe sobrecarregada e exausta (possivelmente solteira), enfrentando um novo problema a cada dia da semana.   McCartney explicou a música dizendo: "'Lady Madonna' começou como a Virgem Maria, então era uma mulher da classe trabalhadora, da qual obviamente existem milhões em Liverpool. Há muitos católicos em Liverpool por causa do  Conexão irlandesa. " As letras incluem todos os dias da semana, exceto no sábado, que McCartney só percebeu muitos anos depois:" Eu estava escrevendo as palavras para aprender isso para um programa de TV americano e percebi que perdi o sábado.  McCartney disse que sua inspiração para a música veio depois de ver uma fotografia na revista National Geographic de uma mulher amamentando, intitulada "Mountain Madonna".  
Falando mais tarde sobre "Lady Madonna", Lennon disse: "Boa lambida de piano, mas a música nunca chegou a lugar algum" , acrescentando: "Talvez eu tenha ajudado ele em algumas letras, mas também não tenho orgulho delas.  O autor Howard Sounes identifica tanto uma relevância para a educação católica de McCartney quanto uma qualidade autobiográfica que esconde a melodia e a entrega otimistas da música.  Ele escreve: "a letra também é terna e pessoal, evocando a imagem de Mary McCartney como parteira, cuidando de mães e seus bebês em Liverpool como ela fez na infância de Paul.

## One World: Together at Home
Em 18 de abril de 2020, em meio ao surto de COVID-19, Paul McCartney tocou “Lady Madonna" em sua apresentação para o evento  “ONE WORLD: TOGETHER AT HOME" da organização Global Citzen que foi televisionado para o mundo todo onde músicos faziam apresentações e lembravam os telespectadores para se cuidarem contra o coronavírus  e agradeciam os profissionais de saúde pelo seu trabalho na luta contra a COVID-19. 
A apresentação, dias depois, foi adicionada como uma faixa no álbum oficial da ONE WORLD: TOGETHER AT HOME. 